# 林こずえ
林 こずえ（はやし こずえ、2月22日 - ）は、徳間ジャパン所属の演歌歌手。歌謡講師。

## 略歴
東京都内を中心に歌謡教室の講師として活動している中、作詞家荒川利夫とめぐり合い、歌手の道へ進む。
2004年、日本コロムビアから、荒川利夫作詞・渚信次作曲の「想い出小径」で歌手デビュー。
2010年8月、徳間ジャパンに移籍し、花岡優平作曲の「口紅 ～ルージュ～」を発表。
2019年、日本人ボリビア移住120周年記念曲「あぁ、ボリビアに我が人生あり」の歌唱依頼を受け、同曲を発表。
2020年、音楽レーベル こずえミュージックを立ち上げ、新人歌手の育成や歌謡コンサートの企画運営者としても活動中。
- 徳間ジャパンコミュニケーションズ所属歌手
- キングレコード歌謡文化アカデミー講師
- こずえミュージック代表
- 花のゆりかご歌謡教室主宰
- 日本歌手協会会員
- ボイスcollegeボイストレーナー

## 主な作品
| 発売日         | アルバム | タイトル               | 作詞       | 作曲       | 編曲       | 補作     |
| -------------- | -------- | ---------------------- | ---------- | ---------- | ---------- | -------- |
| 2004年         |          | 想い出小径             | 荒川利夫   | 渚信次     | 白木勉     |          |
| 2008年08月12日 | 歌日記   | 海峡岬                 | みねゆきと | 保坂ひろし | 菊池雄治   |          |
| 2008年08月12日 | 歌日記   | 懐古酒                 | 谷みずみ   | 保坂ひろし |            | 荒川利夫 |
| 2008年08月12日 | 歌日記   | お別れ公衆電話         | 藤間哲郎   | 袴田宗孝   | 保坂ひろし |          |
| 2008年08月12日 | 歌日記   | おふくろ宅急便         | 荒川利夫   | 保坂ひろし | 白木勉     |          |
| 2008年08月12日 | 歌日記   | 木曽路慕情             | 谷みずみ   | 保坂ひろし | 保坂ひろし |          |
| 2008年08月12日 | 歌日記   | 夫婦舟                 | 荒川利夫   | 聖川湧     | 池多孝春   |          |
| 2008年08月12日 | 歌日記   | 想い出小径             | 荒川利夫   | 渚信次     | 白木勉     |          |
| 2008年08月12日 | 歌日記   | 流れ草情話             | 荒川利夫   | 松浦アキラ | 白木勉     |          |
| 2008年08月12日 | 歌日記   | Come Back My Sweet Day | 谷みずみ   | 保坂ひろし | 保坂ひろし |          |
| 2008年08月12日 | 歌日記   | 夜半のタンゴ           | 藤間哲郎   | 保坂ひろし | 保坂ひろし |          |
| 2008年08月12日 | 歌日記   | さよならのキッス       | 谷みずみ   | 保坂ひろし | 保坂ひろし |          |
| 2008年08月12日 | 歌日記   | 冬落葉                 | みねゆきと | 保坂ひろし | 菊池雄治   |          |
| 2009年12月15日 |          | 桜遊行                 | 藤本すすむ | 藤本すすむ | 幡手康隆   |          |
| 2009年12月15日 | 越後望郷 | 藤本すすむ             | 藤本すすむ | 幡手康隆   |            |          |
| 2010年8月25日  |          | 口紅ールージュー       | 花岡美奈子 | 花岡優平   | 矢野立美   |          |
| 2010年8月25日  | お止め雪 | 藤間哲郎               | 保坂ひろし | 菊池雄治   |            |          |

| 発売年 | タイトル                     | 作詞         | 作曲         | 編曲               | 概略                                       |
| ------ | ---------------------------- | ------------ | ------------ | ------------------ | ------------------------------------------ |
|        | 国立そうだ節                 | 谷みずみ     | 保坂ひろし   |                    | 国立市盆踊り曲                             |
| 2019年 | あぁ、ボリビアに我が人生あり | 佐々木ひろ子 | 佐々木ひろ子 | 渡邊美枝子         | 日本人ボリビア移住１２０年記念曲           |
| 2021年 | 若葉のしずく                 | 林こずえ     | 笠間千穂子   | こずえミュージック | なんと！おいしい若葉のしずくキャンペーン曲 |
| 2022年 | 祭華繚乱！ソーラン節         | 林こずえ     | 萌花         |                    |                                            |

## 主な活動
歌手として500以上のステージにゲスト出演。 ニューヨークカーネギーホール・日韓親善カラオケ大会・ハワイカラオケフェスティバル等、 海外イベントにもゲスト出演。
- 2019年　ニューヨーク、カーネギーホールゲスト
- 日韓親善カラオケ大会ゲスト
- ハワイカラオケフェスティバルゲスト
- 札幌時計台コンサート
- 鹿児島「枕崎港祭り」ゲスト
- 日テレ「愛は地球を救う」立川開催後援
- 札幌京王プラザホテル　イベントゲスト
- ボイスレッスン　(国立・国分寺・府中・吉祥寺・小平・昭島・中神・高円寺など)
- 20 年以上に亘る老人ホーム/介護施設の慰問活動
- 音楽レーベル「こずえミュージック」代表
- その他、TV・雑誌・コンサート等の出演

## カラオケ配信
・DAM
　口紅～ルージュ～・海峡岬・想い出小径

・JOYSOUND
　口紅～ルージュ～・桜遊行・越後望郷・あぁボリビアに我が人生あり・友よ・ふたりのＹＯＫＯＨＡＭＡ